# تشارلي جورج
تشارلي جورج (بالإنجليزية: Charlie George)‏ (10 أكتوبر 1950 المملكة المتحدة - ) هو لاعب كرة قدم بريطاني يلعب كمهاجم.

## وصلات خارجية
تشارلي جورج على موقع الاتحاد الأوربي (الإنجليزية)
- تشارلي جورج على موقع قاعدة بيانات كرة القدم.إي يو (الإنجليزية)
- تشارلي جورج على موقع ناشيونال فوتبول تيمز (الإنجليزية)